# Mak Ka Lok
Mak Ka Lok (chiń. 麥家樂; ur. 17 sierpnia 1965 roku w Hongkongu) – kierowca wyścigowy z Makau.

## Kariera
Mak rozpoczął karierę w wyścigach samochodowych w 2002 roku od startów w dywizji 1 Asian Touring Championship, gdzie jednak nie zdobywał punktów. W późniejszych latach pojawiał się także w stawce Macau Touring Car Race. Od 2011 roku startuje w azjatyckich wyścigach World Touring Car Championship.

## Statystyki
| Sezon | Seria                                                    | Zespół          | Wyścigi | Zwycięstwa | PP | NO | Podium | Punkty | Pozycja |
| ----- | -------------------------------------------------------- | --------------- | ------- | ---------- | -- | -- | ------ | ------ | ------- |
| 2002  | Asian Touring Championship Division 1                    | IMSP            | 4       | 0          | 0  | 0  | 0      | 0      | NS      |
| 2008  | CTM Macau Touring Car Race                               |                 | 1       | 0          | 0  | 0  | 0      | N/A    | 3       |
| 2008  | Asian Touring Championship Division 1                    | RPM Racing Team | 5       | 0          | 1  | 0  | 1      | 0      | NS†     |
| 2011  | World Touring Car Championship                           | RPM Racing Team | 2       | 0          | 0  | 0  | 0      | 0      | NS      |
| 2012  | World Touring Car Championship                           | RPM Racing Team | 2       | 0          | 0  | 0  | 0      | 0      | NS      |
| 2012  | World Touring Car Championship - Yokohama Drivers Trophy | RPM Racing Team | 2       | 0          | 0  | 0  | 0      | 0      | NS      |
| 2013  | World Touring Car Championship                           | RPM Racing      | 6       | 0          | 0  | 0  | 0      | 0      | NS      |
| 2013  | World Touring Car Championship - Independent's Trophy    | RPM Racing      | 6       | 0          | 0  | 0  | 0      | 4      | 20      |
| 2014  | World Touring Car Championship                           | RPM Racing      | 2       | 0          | 0  | 0  | 0      | 0      | 22      |
| 2014  | World Touring Car Championship - Independent's Trophy    | RPM Racing      | 2       | 0          | 0  | 0  | 0      | 10     | 10      |

† – Mak nie był zaliczany do klasyfikacji generalnej